# Chimay (bière)
Pour les articles homonymes, voir Chimay (homonymie).
La Chimay est une bière trappiste belge, produite à l'abbaye Notre-Dame de Scourmont.
Elle est l'une des cinq bières en Belgique autorisées à arborer le logo hexagonal Authentic Trappist Product garantissant que le produit est fabriqué au sein d'une abbaye trappiste, par ou sous le contrôle des moines, et qu'une partie des revenus de sa commercialisation est consacrée à des œuvres caritatives.

## Histoire
En 1850, le prince Joseph de Caraman-Chimay invite les moines de l'abbaye de Saint-Sixte à Westvleteren (Flandre-Occidentale) à fonder une nouvelle abbaye cistercienne. Dès 1862, de la bière est produite à partir de l'eau des puits de l'abbaye.
Après la Seconde Guerre mondiale, les moines reprennent possession de l'abbaye qui avait été occupée par les Allemands. Toutes les cuves avaient été fondues. Il fallut donc recréer l'entièreté de la brasserie. 
En 1948, le Père Théodore De Haene s'inscrit à l'université de Louvain où il apprend la fabrication de la bière avec le Pr De Clerck. Ensemble, ils créent la nouvelle levure de bière des futures bières de Chimay.

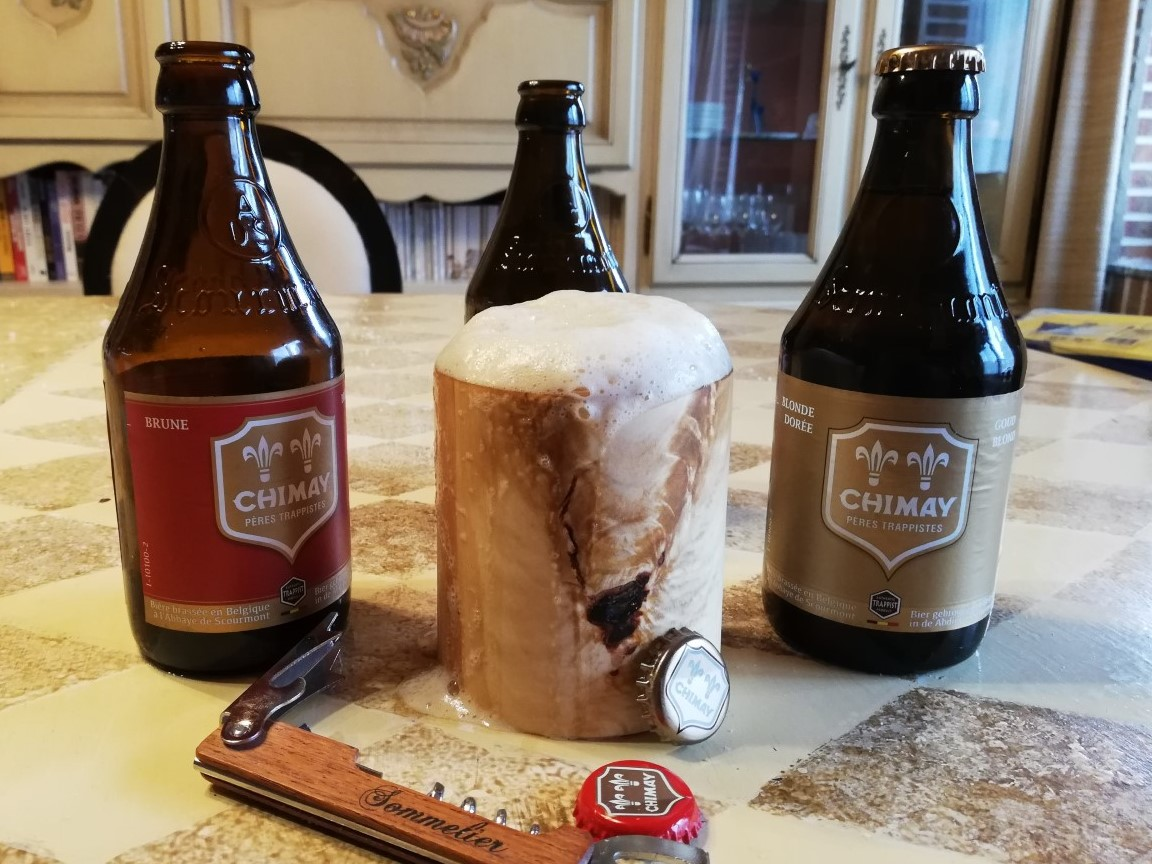
Bière de Chimay avec sa chope en bouleau échauffé.

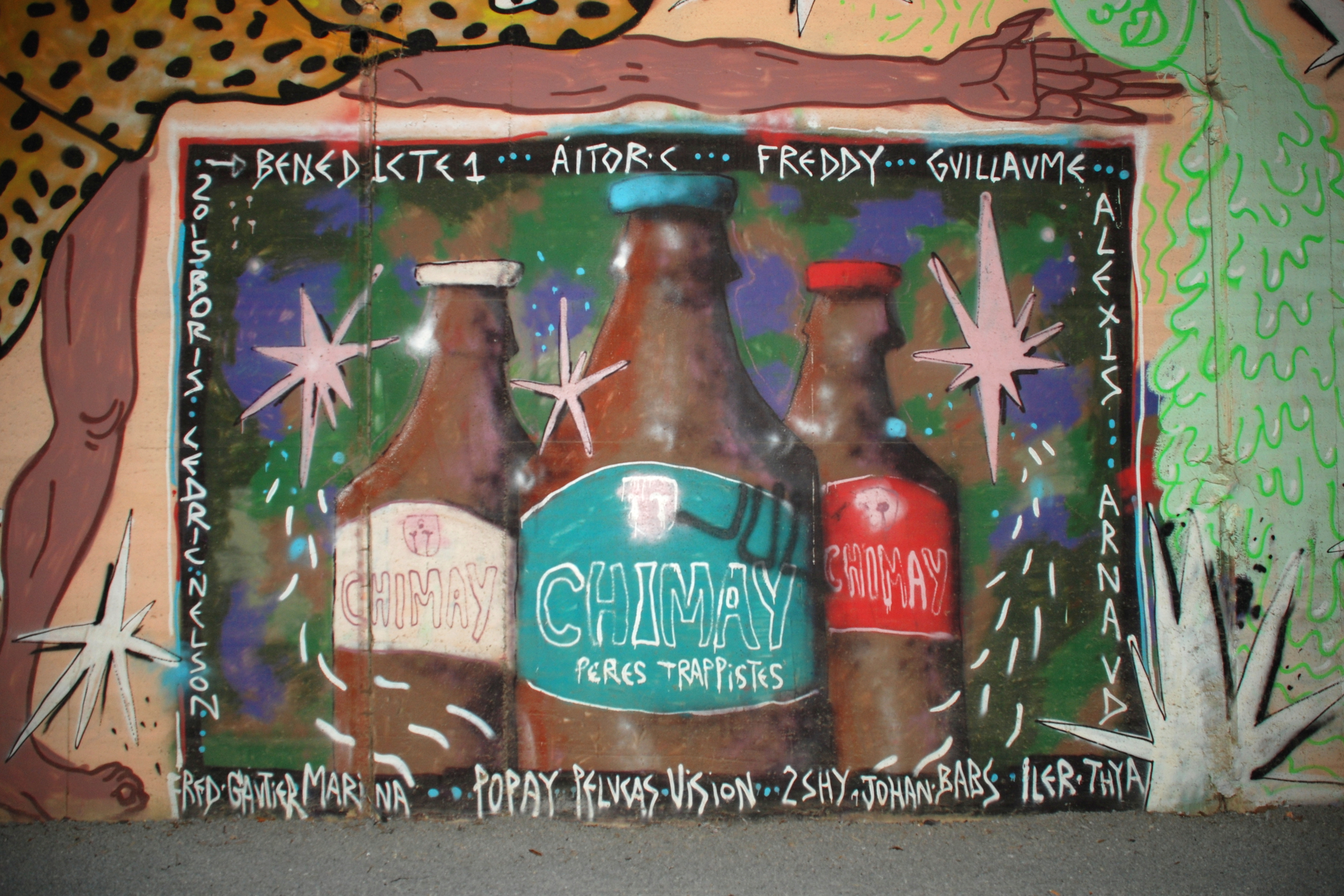
Bouteilles de Chimay représentées sur une peinture murale de la gare de Louvain-la-Neuve (Belgique).

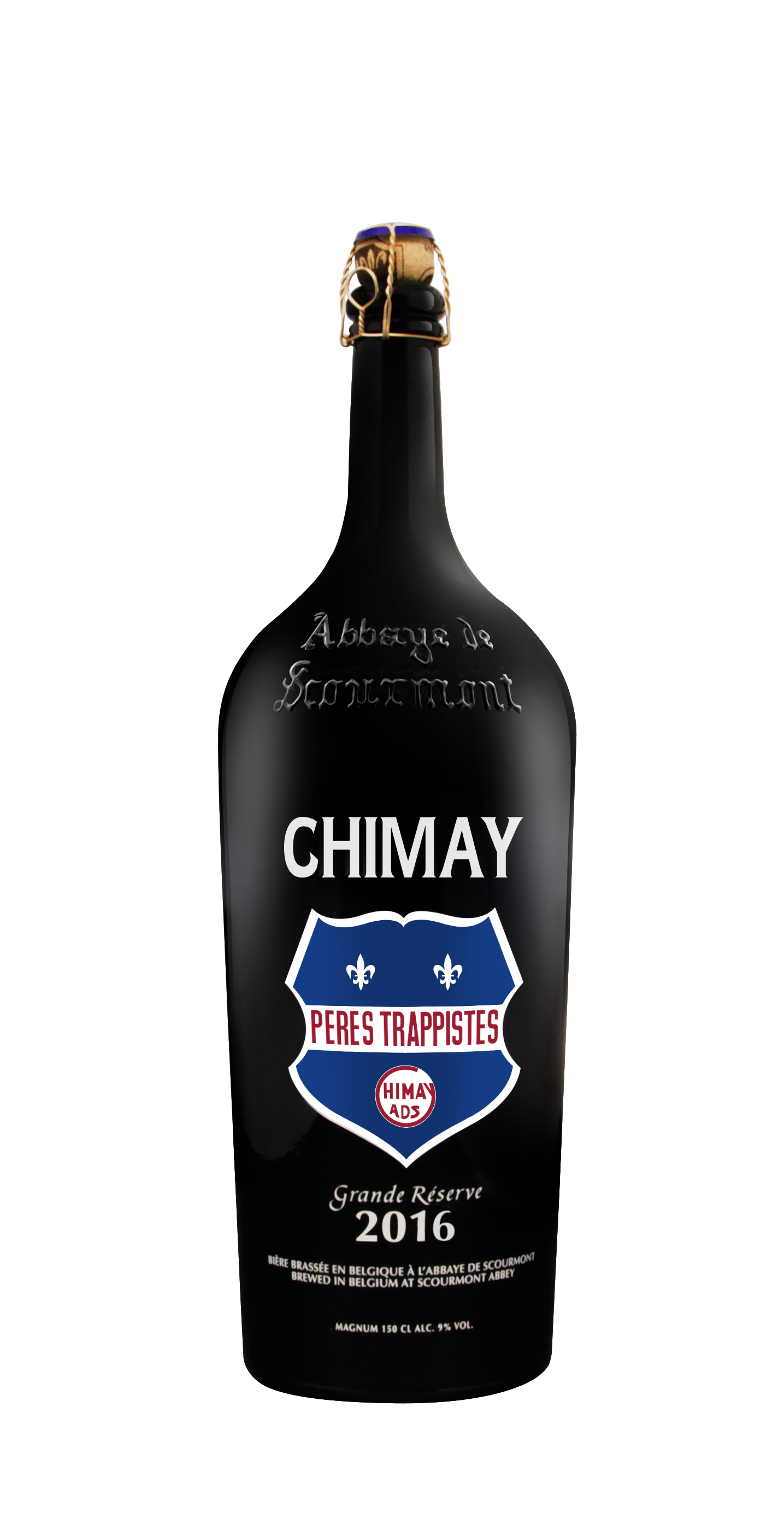
Magnum de Chimay Bleue (Grande Réserve), 2015.

En 1956, la communauté produit une bière spéciale pour la fête de Noël. Cette bière est aujourd'hui commercialisée sous le nom de Chimay Bleue.
Depuis 1978 des laïcs gèrent l'embouteillage sur le site de Baileux (40 000 bouteilles à l'heure) parce que la place commençait à manquer à l'abbaye et pour ne pas perturber la vie monastique.
En 2012, la production dépasse 170,000 hectolitres par an. La Chimay réalise plus de 50 % de son chiffre d'affaires à l'exportation.
La bière de Chimay n'est ni filtrée, ni pasteurisée.

## Les bières de Chimay
- Chimay Bleue (brune - 9° - 33 cl), baptisée Grande Réserve en 75 cl.
- Chimay Blanche (Triple) (blonde/ambrée - 8° - 33 cl), baptisée Cinq Cents en 75 cl.
- Chimay Rouge (brune - 7° - 33 cl), baptisée Première en 75 cl.
- Chimay Dorée (blonde - 4,8° - 33 cl), il s'agit à l'origine de la bière de table des moines de l'abbaye.
- Chimay Bleue Vieillie en barriques (brune - 10%). Lancée en 2015, il existe plusieurs éditions[6].
- Chimay Verte (blonde - 10° - 33 cl), lancée en 2021[7].

### Édition spéciale
La Chimay « Spéciale Cent Cinquante » (blonde - capsule verte - 10° - 75 cl) est une édition spéciale de 150 000 bouteilles brassées à l'occasion du 150e anniversaire de la brasserie.

### Les grands formats
La Chimay Bleue est également disponible en grands formats. Le magnum (1,5 L) et le jéroboam (3 L).